# Бечирович, Эдвин
Эдвин Бечирович (швед. Edvin Bećirović; род. 29 марта 2000) — шведский футболист, нападающий «Вернаму».

## Клубная карьера
Является воспитанником «Андерсторпа». В его составе в 15-летнем возрасте дебютировал во взрослом футболе в матче четвертого шведского дивизиона. В общей сложности за основную команду клуба провёл шесть матчей, не отметившись результативными действиями. В 2016 году присоединился к молодёжной академии «Вернаму». С 2019 года стал привлекаться к играм основного состава клуба. Первую игру провёл 28 июня 2019 года против «Ассюриска». На 41-й минуте встречи забил гол, который установил финальный счёт во встрече 1:1. В следующем году вместе с клубом стал победителем первого шведского дивизиона. По итогам сезона 2021 года завоевал золото в Суперэттане, в результате чего клуб впервые в своей истории вышел в Алльсвенскан. 21 мая 2022 года в матче очередного тура с «Хельсингборгом» дебютировал за клуб в чемпионате Швеции, появившись на поле на 63-й минуте вместо Виктор Ларссон.

## Клубная статистика
| Выступление      | Выступление      | Выступление      | Лига | Лига | Кубки | Кубки | Конт. кубки | Конт. кубки | Итого | Итого |
| Клуб             | Лига             | Сезон            | Игры | Голы | Игры  | Голы  | Игры        | Голы        | Игры  | Голы  |
| ---------------- | ---------------- | ---------------- | ---- | ---- | ----- | ----- | ----------- | ----------- | ----- | ----- |
| Андерсторп       | Дивизион 4       | 2017             | 1    | 0    | 0     | 0     | 0           | 0           | 1     | 0     |
| Андерсторп       | Дивизион 4       | 2018             | 5    | 0    | 0     | 0     | 0           | 0           | 5     | 0     |
| Андерсторп       | Итого            | Итого            | 6    | 0    | 0     | 0     | 0           | 0           | 6     | 0     |
| Вернаму          | Дивизион 1       | 2019             | 16   | 5    | 1     | 0     | 0           | 0           | 17    | 5     |
| Вернаму          | Дивизион 1       | 2020             | 19   | 6    | 0     | 0     | 0           | 0           | 19    | 6     |
| Вернаму          | Суперэттан       | 2021             | 22   | 5    | 1     | 1     | 0           | 0           | 23    | 6     |
| Вернаму          | Алльсвенскан     | 2022             | 10   | 0    | 0     | 0     | 0           | 0           | 10    | 0     |
| Вернаму          | Итого            | Итого            | 67   | 16   | 2     | 1     | 0           | 0           | 69    | 17    |
| Всего за карьеру | Всего за карьеру | Всего за карьеру | 73   | 16   | 2     | 1     | 0           | 0           | 75    | 17    |